# قائمة المواقع التي قيل أنها مسكونة
هذه قائمة بالمواقع التي قيل أنها مسكونة' في جميع أنحاء العالم، وأن أشباح تراودهم أو كائنات أخرى خارقة، بما في ذلك الشياطين وما إلى ذلك من الكائنات الخارقة. وهي تقارير من المواقع المسكونة وتعد جزءا من جوست لور وهو شكل من أشكال الفولكلور.

## الأرجنتين
- سينكو سالتوس في ريو نيغرو تم الإبلاغ عن وجود عدد من الأشباح، ومعظمهم من نتيجة السحر.[1] في عام 2009، تم العثور على جثة سليمة لفتاة تبلغ من العمر 8-12 سنة والتي لقيت حتفها في 1930 في مقبرة صندوق عظام الموتي.[2]

## أستراليا
- ألكيموس هو حطام سفينة سابقة الولايات المتحدة البحرية من سفن الحرب العالمية الثانية، التي وقعت قبالة سواحل أستراليا الغربية في عام 1964.[3]
- مصحة أرارات النفسية، أو آرادال، هي أكبر مصحة مهجورة في تاريخ الطب النفسي في أستراليا. افتتحت في عام 1867، كانت آرادال مخصصة للعديد من المرضى العقليين غير القابلين للشفاء في فيكتوريا خلال 1800. وكان هناك ما يقدر بنحو 13,000 شخص لقوا حتفهم هنا خلال 140 عام من العمل..
- ثلاثة عشر شخصا أعدموا في بالارات غول في بالارات. ما تبقى من سبعة مجرمين لا تزال على الأرضيات. جولات من أشباح بالارات تعمل ليلا.[4]
- مصحة نفسية بيتشوورث في بيتشوورث، فيكتوريا ويقال عنها مسكونة من قبل العديد من أشباح المرضى الذين قضوا. أفتحت في 1867-1995، وقد ظهرت في العديد من الكتب والبرامج التلفزيونية، والأفلام الوثائقية، بما في ذلك خوارق ACT , جولات الأشباح تسير ليلا.[5]
- بريسبان سيتي هول في بريسبان، أستراليا وتشمل عدة قصص عن الوفيات التي تغطي الفترة الزمنية قبل وبعد البناء. وخلال البناء، وقيل إن العمال لقوا حتفهم بينما كان يتم وضع الأسس، التي كانت على رأس مستنقع سابق. ويقال أيضا أن المنطقة كانت مرة واحدة في موقع كبير من Aboriginal site-وهو إما مكانا للاجتماع أو مخيما. قصة واحدة تتعلق بوفاة رجل الصيانة، أو مساعده الذي إما سقط بعد وفاته أسفل المصعد أو تم سحقه بواسطة المصعد هذه القصة لها احتمالات لحالة الانتحار من برج الساعة التي وقعت في 1935.

(Haunts Of Brisbane)
قصة أخرى تدعي طعن جندي أمريكي حتى الموت خلال الحرب العالمية الثانية، بعد معركة حول فتاة أسترالية تحولت قبيحة. وأفاد الموظفين بأصوات في غرفة الشاي، من الصليب الأحمر وهناك تقارير عديدة من الأصوات ونشاط غير عادي في المناطق المحيطة بها هذه الوفيات. وتزعم قصة ثالثة تؤكد إلى ظهور امرأة بانتظام تعبر السلالم الرئيسية في بهو الفندق، وتطل على بهو قصة تحكى عن النتائج المحتملة من انتحاري آخر من دوار الساعة قاعة المدينة في عام 1937، على الرغم من أن الصور الأخيرة للدرج تؤكد على الظهور المحتمل.(Haunts Of Brisbane)
- دريم وورلد هو متنزه في كوميرا، كوينزلاند. مبنى واحد داخل حرم من متنزه، حيث سلسلة تلفزيون الواقع الأخ الأكبر أستراليا يتم إنتاجها، تم الإبلاغ عن كونها مسكونة منذ بداية المعرض في 2001. العديد من موظفى الإنتاج قد شهدوا وجود فتاة صغيرة، فضلا عن صوت طفل مع ضباب تظهر في وقت متأخر من الليل وفي الصباح الباكر. بالإضافة إلى ذلك، فإنه منذ تم بناء المنشار في عام 2011، كانت هناك مشاهد من شبح يسمى جاك دارك، الذي زعم أنه قد قتل من قبل المنشار. ويشاع أيضا أن المنشار مبني على أرضية مدفن.[6]
- منزل لالور في ريتشموند، فيكتوريا يقال تطارده أشباح عائلة بيتر لالور.[7]
- ضيعة مونت كريستو في جوني، نيوساوث ويلز كانت في موقع سبع حوادث وفاة في 1800، ويقال[مِن قِبَل مَن؟]

```
أن هذا يكون أكثر المنازل المسكونة في أستراليا. وذكرت بعض الجماعات وجود مشاهد أشباح هناك.
[
8
]
```

محطة نورث هيد للحجر في مانلي، نيو ساوث ويلز تقوم بإيواء الضحايا من عدد من الأمراض بما في ذلك الجدري والانفلونزا الإسبانية بين الأعوام 1833 و 1984. كانت موقع أكثر من 500 حالة وفاة. وهناك عدد من جولات للأشباح تحدث على الأرض، التي تتضمن مقبرة كبيرة.
- بورت آرثر في تسمانيا تحدث بها جولات الأشباح ليلا.
- إن في ملبورن مسرح الأميرة قد تم الإفادة بظهور عدة أشباح منذ افتتاح المبنى في 1886. وكان أشهر قاطنى المسرح هو فريدريك بيكر، الذي كان اسمه المسرحى فريدريك فديريتشي، وهو مغني الباس باريتون الموهوب، الذي توفي في مارس 1888 حين كان يؤدى بالغناء دور مفستوفيليس في فاوست والذي كان ينظر إليه من قبل بقية أعضاء الفرقة الذين دأبوا بالتظاهر بمصاحبته كأنه يغنى معهم بعد ذلك بوقت قصير. لسنوات فقد حافظ المسرح على إبقاء المقعد شاغرا في أوديتوريوم لفديريتشي (فقط وقد تم وقف هذه الممارسة لأسباب اقتصادية)، وأن ظهوره في أوديتوريوم أثناء البروفات للعرض الجديد يعتبر فأل خير.[10]

ويبستيد هاوس في ولينغتون بوينت كوينزلاند ويشاع أن يكون عددا من أشباح دأبت على الظهور: زوجة جيلبرت بورنيت مارثا التي تنشر رائحة العطر لافندر. ابنة جيلبرت ومارثا، اللتان اختفيتا على ما يبدو دون أن تتركا أثرا. جيلبرت ومارثا الابن الذي كان له ساق ضامرة ويتسابق على الدرج. وشبح خادم مسن الذي يرى في جميع أنحاء المنزل في قبعة سوداء مستديرة وبزة. في حين أنه لم يتم العثور على أي أساس تاريخي لأي من هذه القصص، والمنزل نفسه بدا كمستشفى خاص لعدة عقود، وخلال هذه الفترة أكثر من عشرة أشخاص وافتهم المنية. ويعتبر أنه من المرجح أن جو المبنى المسكون وأحداث غير عادية تنتج عن هذه الفترة من الاستخدام.
- نفق فيكتوريا بارك للسكك الحديدية في بريسبان، أستراليا شهد أحد مشاهد الأشباح الأكثر شهرة في بريسبان في عام 1965، بعد قيام مجموعة من الأطفال المحليين الذين لاحظوا الشائعات التي تشير إلى ظهور شبح داخل النفق. في الليلة التالية، تسلل الأطفال داخل النفق أملا في اكتشاف الظهور. صبي واحد، تخلف عن بقية المجموعة لأنها مرت عبر النفق، تم اعتراضه على ما يبدو من قبل شئ أخضر، إنسان مشوه، بلا أطراف وبلا رأس الذي يبدو وكأنه يتجسد على جدار النفق. فتن على ما يبدو من قبل شبح، تم حمل الصبي من قبل أصدقائه إلى مستشفى رويال بريسبان القريب، الذين كانوا يخشون أنه قد تملكه شبح. الحكاية التي تلت ذلك، كما تتعلق من قبل الأطفال لموظفي المستشفى، تم الإدلاء بعناوين الصحف المثيرة في اليوم التالي، وخلال وقت قصير الآلاف من السكان المحليين كانوا يتوافدون على جانبي النفق على أمل التقاط لمحة عن الأشباح. وما تلى ذلك بعد أسبوع، أصبح شبح فيكتوريا بارك نقطة الحديث الكبرى في بريسبان، وتم وضع العديد من الاقتراحات بشأن هوية الشبح على الرغم من أن الشبح قد يكون نجم عن واحدة من العديد من حالات الانتحار التي وقعت في حديقة فيكتوريا في السنوات السابقة.[12]

## إنجلترا
- منزل بورلي ريكتوري هو منزل من الطراز الفيكتوري اكتسب سمعة مرعبة باعتباره «المنزل الأكثر امتلاء وسكنى بالأشباح في إنجلترا» بعد أن وصفه الباحث النفسي البريطاني هاري برايس.[13] بني المنزل في عام 1862 لإيواء رئيس أبرشية بورلي وعائلته، وفي عام 1939 تضرر المنزل بشدة بسبب حريق وهدم في عام 1944.

## بربادوس
- مدفن تشيس هو قبو دفن في مقبرة كنيسة المسيح كنيسة أبرشية في أويستنز، كنيسة المسيح، ببربادوس اشتهرت أسطورة واسعة النطاق لكن لم يتم التحقق منها حول نعوش تتحرك بغموض وفقا لهذه القصة، في كل مرة تم فتح القبو وكان مختوما في أوائل القرن 19th لدفن أحد أفراد الأسرة، كل من الأختام الرصاصية للتوابيت قد تم فضها. ويتم التحقق من وقائع القصة، والمتشككين استدعاء حكايات «مشكوك فيها تاريخيا.» تظهر الرواية وقد نشأت من حكايات رواها توماس إتش أوردرسون عميد كنيسة المسيح خلال عام 1800، وتكررت بعد ذلك في إدوارد جيمس الكسندر 1833 الأطلسي اسكتشات.[14][15][16][17][18][19][20]

## البرازيل
- ومبنى جوإلما في ساو باولو يزعم أنه مسكون بضحايا الحريق الذي بدأ في 1 فبراير عام 1974، بعد اشتعال وحدة تكييف الهواء في الطابق الثاني عشر. وكان التركيز على «سر النفوس الثلاثة عشر»، والأفراد الذين لقوا حتفهم داخل المصعد بينما كانوا يحاولون الهرب من النيران، ومازالت تطارد المبنى حتى اليوم.[21]

## كمبوديا

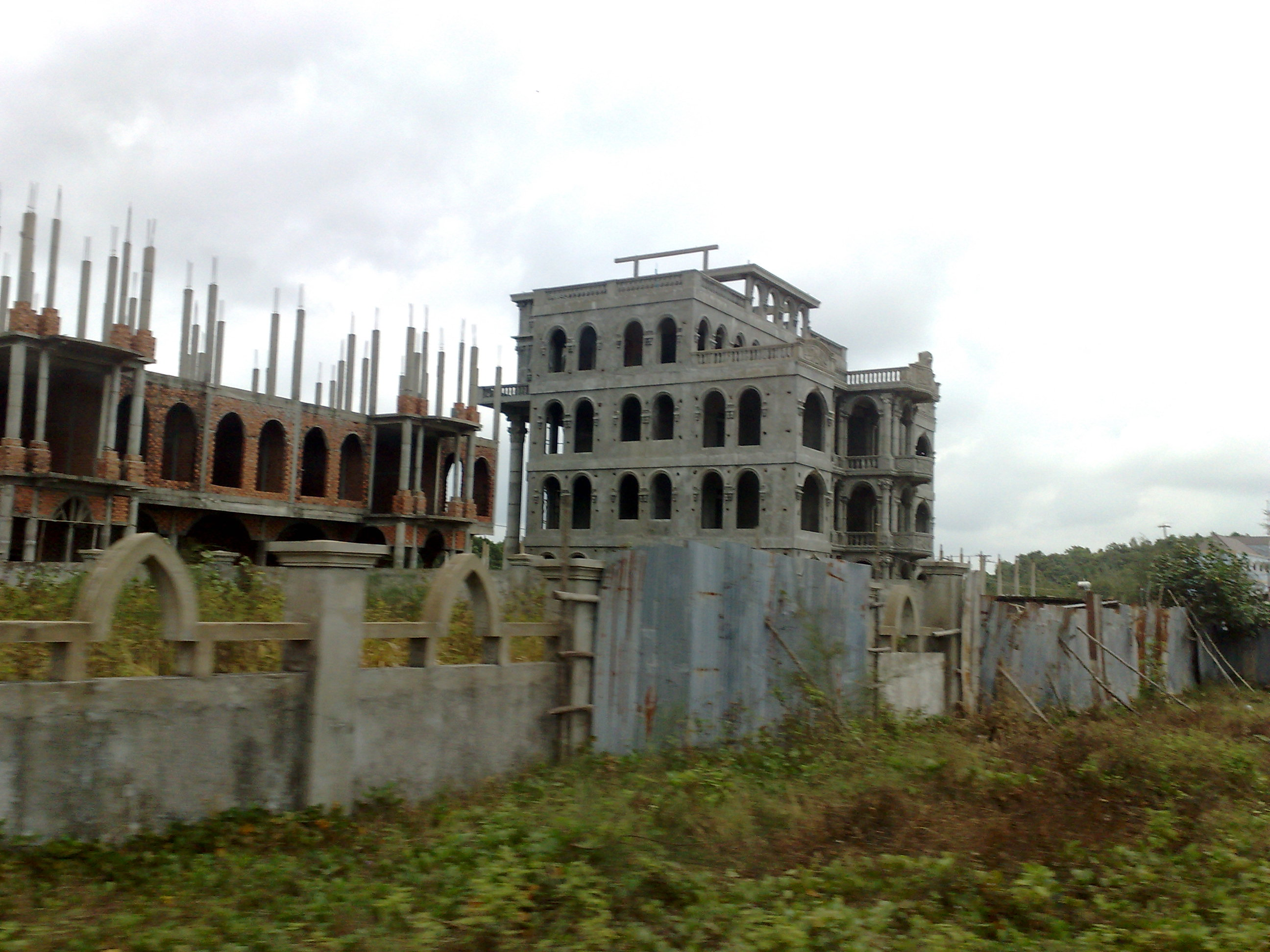
بيت مسكون ورد في سيهانوكفيل، كمبوديا

- في سيهانوكفيل، و 'فندق الاستقلال' وقد تردد أن يكون مسكونا من قبل روح شريرة.[22]

## كندا
قائمة من المواقع التي قيل عنها مسكونة في كندا

## الصين
- وقد ذكرت صحيفة نزل بوما في بكين أن يكون الشبح يتجول على طول الممرات يبحث عن الشيف الذي سمم طعامه. وورد أن الطاه قد طعن نفسه في نفس المساء الذي توفى فيه الشخص الذي ظهر شبحه.[23][24]
- شاوانى كنيسة، قصر مهجور في حي شاويانجمين في بكين، ويقال أنه مسكون من قبل شبح عشيقة الضابط الكومينتانغ التي قتلت نفسها هناك بعد تركه لها عندما هرب إلى تايوان في عام 1949. وكان هذا الإعداد لفيلم الرعب عام 2014 باللغة الصينية البيت الذي يموت أبدا.[25]
- المدينة المحرمة، تقع في قلب بكين وموطنا لمتحف القصر، حيث زعم العديد من الزوار والعمال ظهور الأشباح مثل مجموعة من السيدات في الانتظار أو الخصيان يمشون.[23]
- سور الصين العظيم لديه تقارير كثيرة عن الظهورات الغريبة وأصوات خطى السير، كما ذكرت من قبل السياح المحليين والموظفين. إن كثيرا من القرويين المحليين لا يرتقون الجدار بمفردهم، معتبرين أن شيئا مؤسف للغاية سيحدث إذا فعلوا. وسلسلة تليفزيونية الوجهة الحقيقة التي إرسلت بعثة بغرض قضاء الليل للتحقيق في هذه التقارير الخارقة قرب «الجدار القديم.»[26]
- دار الأوبرا هوجيانج هويجوان تم بناؤها في عام 1807، في الأصل كمنزل للفقراء. بنيت من المفترض على رأس مقبرة قديمة، هي الآن في دار الأوبرا ومتحف صغير يحمل عروضا منتظمة. تقول الأسطورة أنه إذا تم إلقاء حجر في الفناء، فإنه سيتم سماع توبيخ بصوت عال، ولكن لن يظهر أحد.[27]
- شقة نورماندي، وهي الآن قصر ووكانج في شنغهاي، وكان اسمها بعد الحرب العالمية الأولى السفينة الحربية نورماندي، التي صممت من قبل المهندس المعماري المجري الشهير اديسلاف هوديك.وتسمع أصوات خطى تصعدالدرج، وتتردد أصوات صاخبة من الغرف الفارغة، وحتى أصوات كسر زجاج تسمع من هذا المبنى السكني. ويعتقد أن الشقة في الركن في الطابق السابع مسكونة كانت تقطن من قبل المستأجر السابق، الذي كان من المفترض أنها الممثلة التي انتحرت بالقفز من النافذة.[23][28]
- قصر تشيو تم بناؤه من قبل اثنين من الإخوة الذين تحولا من فلاحين معدمين إلى أصحاب الملايين خلال بداية القرن 20. وكانوا يعيشون حياة مترفة مع حديقة حول القصر الكامل مع الطاووس والنمور والتماسيح وخلال مقتبل حياتهم كلاهما قد اختفى ببساطة. منذ ذلك الحين يشكوا العمال داخل القصر المغلق من لدغ الحيوانات ومشاهد غريبة.[23]
- طريق توين مون قيل أنه يعتبر مسكونا حيث تحدث العديد من الوفيات الناجمة عن حوادث السيارات نتيجة محاولة السائقين تجنب ضرب الأشباح التي تتجسد فجأة في منتصف الطريق. وأفاد بعض السائقين للضباط أنهم فقدوا السيطرة الكاملة على السيارة، كما لو كان شخصا آخر يقود سيارته.[23][29]
- فندق يون شان فان ديان في تشنغده يفترض أنه مسكون بشبح رجل في الملابس الغربية وامرأة في الملابس الإمبراطورية الصينية القديمة، التي تكمن دائما في نهاية الممر بالطابق الثامن. كانت هناك بضعة مشاهد عرضية من آخرين يرتدون الملابس الصينية القديمة.[30]

## كولومبيا

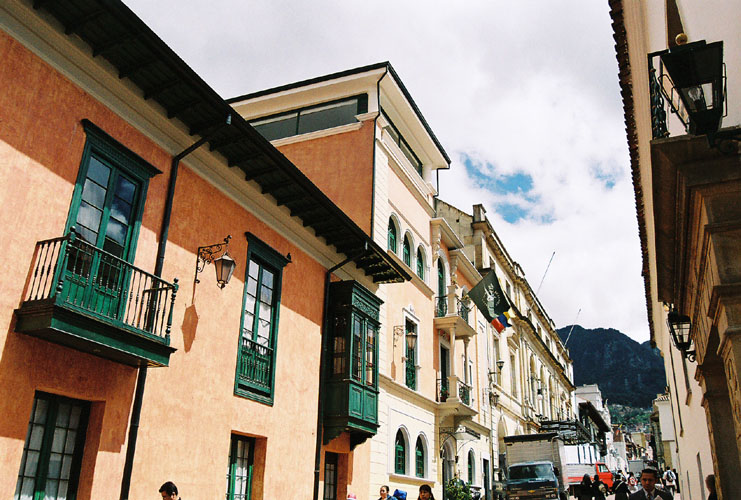
حي لا كانديلاريا في بوغوتا: هل هو الحي الأكثر سكنا للأشباح في كولومبيا?

- حي لا كانديلاريا هو في بوغوتا ويشتهر ليس فقط لهندسته المعمارية القديمة والتاريخ الغني، ولكن أيضا بسبب سمعته كونه مسكونا.[31]
  - متحف كازا سامانو كان ينتمي إلى خوان سامانو، نائب الملك في غرناطة الجديدة. على الارجح واحدة من أكثر الشخصيات المكروهة من التاريخ الكولومبي. في الحياة اعتاد أن يبصق، ويخطوا ويركل هؤلاء الذين لا يروقون له، والذي واصل فعل ذلك بعد موته.[32] المراقبة سجلت خطوات في الطابق الثاني والأبواب التي تظهر وكأنها تنفتح بنفسها.[33]
  - وذكرت التقارير أن مؤسسة جيلبرتو أبيندانيو ألزاتي كانت مسكونة من قبل شبح الوالي خوسيه مانويل دي إزبيليتا، الملقب ب الشبح ذى السترة الخضراء. تقول الأسطورة أن الشبح يضرب ثلاث مرات على الجدار في الطابق الثاني ثم يختفي.[32][34]
  - منزل جريجاريو فاسكيز دي آرسي سيبالوس لديه شبح الخيرين لصاحب المنزل الذي يظهر في الطابق السفلي والفناء، ويرتدى الرأس الأسود الطويل.[32]
  -  منزل خوسيه روخاس كايسيدو، المعروف أيضا باسم قصر جوبلين ومسكون من قبل شبح اسمه بالتازار. تقول الأسطورة أن الشبح هو روح طفل حديث الولادة، ألقي به إلى الفناء من قبل والدته، خوفا من تعرضه للحرق على المحك في ظل قوانين المكتب المقدس.[35]
  - منزل خوسيه رايموندو روسي هو المكان الذي اغتيل فيه مانيولتو فيرو مع اتهام روسي بالجريمة. وقال بعض الجيران أنهم استمعوا إلى صرخات فيرو وهو يطعن.[32][35]
  - منزل خوان مونتوفار كان يعد مأوى منذ عهد الاستعمار، وما زال يديره أحفاد مونتوفار. الطلاب الذين عاشوا في المنزل شعروا بوجود غرباء، وخطوات في منتصف الليل، وانخفاض درجات الحرارة بشكل كبير.[35]
  - لاس أغواس الدير هو دير سابق حيث يدعى الناس إلى سماع أصوات ورؤية الظلال في الفناء الجنوبي الشرقي، الذي يستخدمه الرهبان كمكان للدفن.[34]
  - لا كالي ديل سول (وول الشمس) تم بناؤه في عام 1917 باعتباره مقر إقامة للمجتمع الديني، بل أصبح مقرا للمخابرات الكولومبية (الآن DAS) في عام 1945,[36] which was used to incarcerate and torture prisoners during لا فيولنسا. Now an apartment complex, some residents report hearing screams, moans, laughs, punches and whippings, preceded by lights and strange fogs.[32] Some workers of a restaurant, also located on the dungeon's location, report toilets flushing by themselves, things changing position on their own, and an invisible force in the kitchen area which pats workers on their backs. Supposedly these are the souls of those who were tortured, or perhaps a witch who was the mother of one of those prisoners.[37]
  - The streets around the campus of La Salle University  [لغات أخرى]‏ host the spectre of a vengeful woman who was rejected by a Spanish priest.[35]
  - Palomar del Príncipe Park is haunted by a blonde blue-eyed boy, who used to feed the doves 300 years ago, and who now appears at dawn. A legend says that those who are cruel to the doves will be tormented by the soul of the boy.[32]
  - The Rosa Florida House is haunted by General Sardá, who was loyal to سيمون بوليفار، and who manifests himself with the sound of his boots stepping on the sidewalks.[32]
  - The Silva House of Poetry is where the famous poet خوسيه أسونسيون سيلفا committed suicide, shooting himself in the heart, in 1896. Visitors experience a feeling of sadness when they enter the house; moans and whispers are heard at night and dawn.[32]
  - On The South Western corner of 10th Street and Carrera 4 sits a house where legends say horrifying satanic rites took place in. In 1999, a local newspaper reported a security guard found a two-meter tall white human shape on the patio, when he was there alone.[35]
- Bolívar Square: José Raimundo Russi was executed by fusillade here, and his ghost has been seen roaming the square, elegantly dressed but his face covered in blood.[34]
- Lievano Palace  [لغات أخرى]‏: Bogotá City Hall. Typewriters operating by themselves, an unusually giant owl flying over the parking lot, and lights turning on and off are some of the phenomena reported.[38]
- Seguros Bolívar Building: Located in the center of Bogotá, the ghost of a woman has been seen in the elevator.[39]
- Tequendama Hotel: One of the most famous hotels in Bogotá, where some guests have seen a girl crying and singing in a corridor, followed by dramatic low temperatures.[40]
- DAS Headquarters: A building in central Bogotá that was the target of a bombing in 1989, resulting in a significant number of deaths. Some of the victims of the attack still haunt this building, including a desperate blonde woman running in a corridor, a vanishing couple, a man in the parking lot and a strange presence on the terrace that makes dogs bark.[41]
- Teusaquillo District  [لغات أخرى]‏: A state office where surveillance cameras have detected what appears to be the spectre of a boy running on one of the dependencies, who supposedly died there when the house was a kindergarten.[42]
- San Juan de Dios Hospital  [لغات أخرى]‏: Abandoned since 2001, a nun has been seen wandering around the rooms, administering medicine, and paranormal activity in the morgue has been reported.[37]
- مقبرة بوغوتا الرئيسية: Most of the paranormal activity comes from a place called "El Caracol", a spiral staircase leading to a mass grave of rapists, murderers, and those who commit suicide. Presences have also been felt around the presidential tombs and near Leo Siegfred Koop's grave.[37]
- Chapinero District  [لغات أخرى]‏: An apartment building where, in 1986, كامبو خوسيه ديلغادو killed his mother and six of his neighbours, before perpetrating what is known as كامبو خوسيه ديلغادو. At night, residents claim to hear screams and moans.[43]
- Bogotá South Bus Terminal: A man and a red lady rumouredly haunt the terminal, even being detected by surveillance cameras. Many people have heard screams and strange sounds in the early morning hours. A possible explanation is the proximity to El Apogeo Cemetery.[44][45]

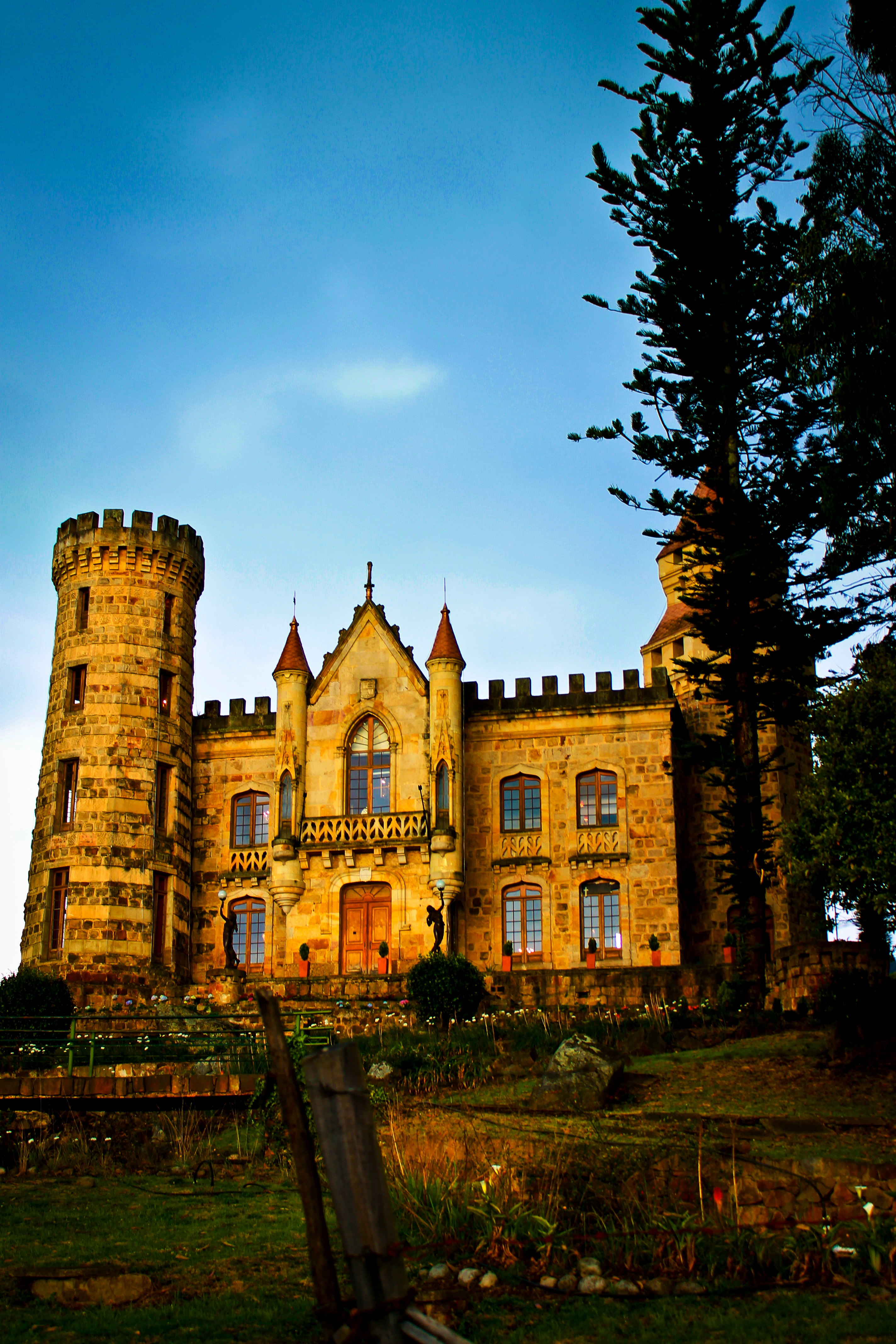
Marroquin Castle.

- Marroquín Castle: A historic house built in 1904 on the lands of president خوسيه مانويل ماروكين near the town of Chía. The ghosts of a nun who worked there when the house was an asylum, two female patients who hung themselves, and an extremely tall black lady, called "La Zancona", are some of presences that inhabit the location.[46][47]
- Salto de Tequendama House  [لغات أخرى]‏: Located 5 kilometers south of Bogotá, near the Tequendama Falls, once a luxurious mansion and then a hotel, it was abandoned when the نهر بوغوتا (which feeds the falls) started to become polluted. Now a place with a high rate of suicides, the spirits of those that take their own life now haunt the insides of the house and the surrounding areas.[48]
- San Agustin Cloister, تونخا: A cloister built on 1578, this building was a convent, a hospital, a penitentiary and now harbors a public library. A legend which terrified locals for centuries tells about the spirit of a monk who lures people inside and attacks them; in 1912 the local bishop performed an exorcism so the monk would not appear anymore. Chains being dragged, laughs, children's moans and screams have been heard.[49]
- Armero Ruins, Armero-Guayabal: A حادثة أرميرو المأسوية destroyed this small city in November 1985, killing approximately 23,000. Many people say the spirits of those who perished are haunting in the ruins.[50]
- University of Antioquia: The main campus was home of the Franciscan Community, which also built a school there. Many people have felt strange presences around the auditorium and the radio station. The ghost in the auditorium is presumed to be a monk, who some claim is a friar who worked there as the school's first principal.[51]
- Normal Superior School of Medellín: Windows are opened and swings pushed by unseen forces, ghosts of monks, and shadows appearing on the dovecote are some of the phenomena reported by students.[52]
- لا كاتدرال (سجن): A short-lived prison, built to incarcerate بابلو إسكوبار. Now a monastery,[53] some priests and nuns report to have seen lights and to have felt eerie presences.[54]
- الشرطة الوطنية الكولومبية، بوكارامانغا Headquarters: The radio station is haunted by a playful ghost who turns lights and water tapes on and off, opens doors, knocks on the station's windows, and plays with CD players. Some workers reported to have seen a tall, blonde figure, wearing a kepis, who seems to keep guard, but when chased, suddenly disappears. The building was where an officer committed suicide.[51]
- Santa Lucía township, Tuluá: The ghost of Mireya Alpala, a 24 year old woman who was raped and quartered by AUC men, has appeared in the streets and creeks of the township at dawn.[43]
- Central Cemetery of بالميرا، فالي ديل كاوكا  [لغات أخرى]‏: A boy that sits on his grave has been seen by the guards.[55]
- El Cerrito, Valle del Cauca: Guards of the cemetery report strange shadows.[55]
- La Cascada neighborhood: In South كالي، in past years these houses were inhabited by drug traffickers who suffered violent deaths. Residents and security guards describe sounds of walking steps and chains being dragged.[51]

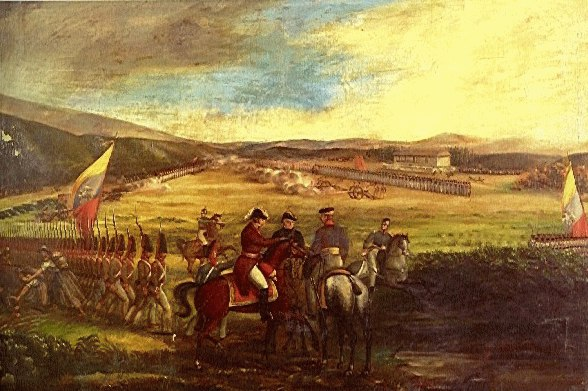
The Battle of Calibío, on 1814. On the background, Hacienda Calibío

- Hacienda Calibío: A historic estate on the north side of بوبايان، which hosted سيمون بوليفار and was the sight of a battle between armies of Antonio Nariño and Juan Sámano. Guards have reported moans, whistles, chapel bells ringing and doors moving by themselves, as well as giant shadows and sudden attacks by unseen forces.[51] In 2013, there were media reports of a ملكة جمال كولومبيا  [لغات أخرى]‏ contestant who was scared by a presence during a photo shoot on the estate.[56]
- Manuel Varela House

## إسبانيا
- متحف تاريخ تينيريفي - يقع في مدينة سان كريستوبال دي لا لاغونا، ويظهر وفقًا لأسطورة شبح كاتالينا ليركارو، التي انتحرت وفقًا للأسطورة بانتحار نفسها عن طريق رمي نفسها في بئر من قصرها عندما أجبرت على الزواج رجل لم يحب.[57]
- بارانكو دي باداخوز (تينيريفي) - وفقًا للشهود، تحدث عدة مظاهر طيفية.[58]
- منزل فرانكو (تينيريفي) - في المبنى الكثير من الرموز الشيطانية الشيطانية المطلية على الجدران. يتم التأكد من أن الطقوس الشيطانية يتم القيام بها هناك، وتسمع الطلقات في الليل ويتم الحصول عليها.[59]